# Duga Rijeka
Duga Rijeka – wieś w Chorwacji, w żupanii kopriwnicko-kriżewczyńskiej, w gminie Rasinja. W 2011 roku liczyła 141 mieszkańców.